# Sandvík
Sandvík (dánul: Sandvig) település Feröer Suðuroy nevű szigetén. Közigazgatásilag Hvalba községhez tartozik.

## Földrajz
Sandvík Suðuroy legészakibb települése. A sziget keleti partján fekszik, és nevét homokos tengerpartjáról kapta. Keskeny út vezet a nyugati partra, ahol meredek madársziklák alkotják a partvonalat, és a tengerből kiálló, 97 méter magas Ásmundarstakkur nevű sziklán madarak százai fészkelnek. A faluban található egy apró múzeum, amelyet egy 1860-ban épült hagyományos feröeri házból alakítottak ki.

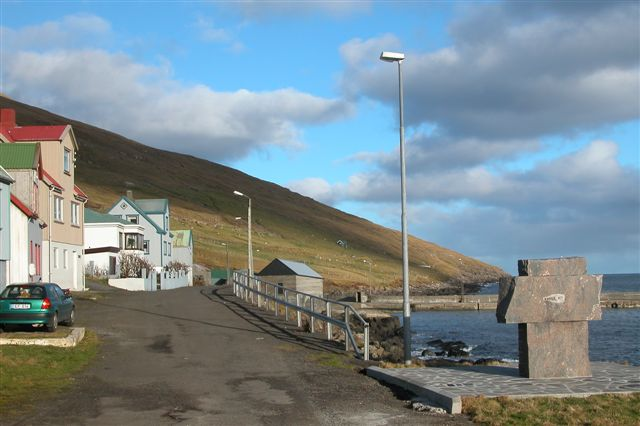
Sigmundur Brestisson emlékműve Sandvíkban

## Történelem
A Feröeriek sagája szerint ezen a helyen gyilkolták meg Sigmundur Brestissont, miután Tróndur í Gøtu elől úszva menekült el Skúvoyról. Első írásos említése ennek megfelelően a Feröeriek sagájában található.
1349-ben a falu teljesen elnéptelenedett, lakóival a fekete halál végzett. 1816-ban már újra lakott helynek számított; hvalbaiak telepítették be. Temploma eredetileg Froðbában épült 1840-ben, majd Tvøroyriba szállították, végül 1908-ban került jelenlegi helyére.
A települést a középkortól 1911-ig Hvalvíknak hívták, de lakói megváltoztatták a nevét, mert zavarta őket, hogy a postájukat rendszeresen összekeverik a streymoyi Hvalvíkba címzett levelekkel.

## Népesség
| Év              | Lakosság |
| --------------- | -------- |
| 1986. január 1. | 114      |
| 1991. január 1. | 139      |
| 1996. január 1. | 116      |
| 2001. január 1. | 123      |
| 2006. január 1. | 113      |

## Közlekedés
A falu a sziget közúthálózatához egy 1500 m hosszú, egysávos hegyi alagúton, a Sandvíkartunnilinen keresztül csatlakozik. A 701-es busz innen indul Hvalba,  Tvøroyri és Fámjin irányába.

## Személyek
- Itt halt meg Sigmundur Brestisson (961-1005) feröeri viking főnök, a feröeriek keresztény hitre térítője

### Külső hivatkozások
- faroeislands.dk – fényképek és leírás (angol)
- Flickr - fényképek (angol)
- Panorámakép a patak torkolatától[halott link] (dán)
- Sandvík, faroestamps.fo (angol, német, francia, dán, feröeri)
- Sandvík, fallingrain.com (angol)